# غانثر بارث
غانثر بارث (بالإنجليزية: Gunther Barth)‏ هو مؤرخ أمريكي، ولد في 10 يناير 1925 في دوسلدورف في ألمانيا، وتوفي في 7 يناير 2004 في بيركيلي في الولايات المتحدة.